# オイラは番台 弐
『オイラは番台 弐』（オイラはばんだい つー）は、インターハートから2006年4月21日に発売されたアダルトゲーム。

## 概要・あらすじ
『オイラは番台』シリーズ第3弾。覗きで女性客の弱みを握り、攻略していく銭湯経営シミュレーションゲーム。
前々作で銭湯「大衆浴情」の女性客の弱みを握り雌奴隷へと陥れた主人公・団幸太郎。しかし、悪友の裏切りによって警察に逮捕されてしまう。刑期を終え、出所した幸太郎は我が家である「大衆浴情」へと戻る。ところが、そこはまっさらさらのサラ地と化しており、しかも勝手に売却されていた。幸太郎は悪友2人の仕業と思いこんで、2人が経営する新たな銭湯「姫湯」へと向かう。2人はさすがに幸太郎に悪いことをしたと思い、新たな銭湯経営に加わらないかと話を持ちかける。幸太郎は、複雑な思いを抱きながらも、再び銭湯の女達を雌奴隷へと陥れていくのだった。

## 登場人物
団 幸太郎（だん こうたろう）
主人公。父親譲りのスケベな性格。新天地「姫湯」で新たな番台生活をスタートする。
萱野 平作（かやの へいさく）
幸太郎の悪友。魚屋「魚吉」の店主。口八丁で逃げ足も早い。母ちゃんが怖い。
浦野 健太（うらの けんた）
幸太郎の悪友。八百屋「八百長」の店主。強引で乱暴者。行動的な性格。
如月美琴(叶 真紀子、亜佐美 杏子)
茶谷やすら(山谷 沙智)
風音(新田 由利、桜庭 亨)
倉田まりや(西村 明日美)
深井晴花(青木 澪、九条 志津香)
芹園みや(香川 麻由美、野田 あけみ)